# 吉田謙

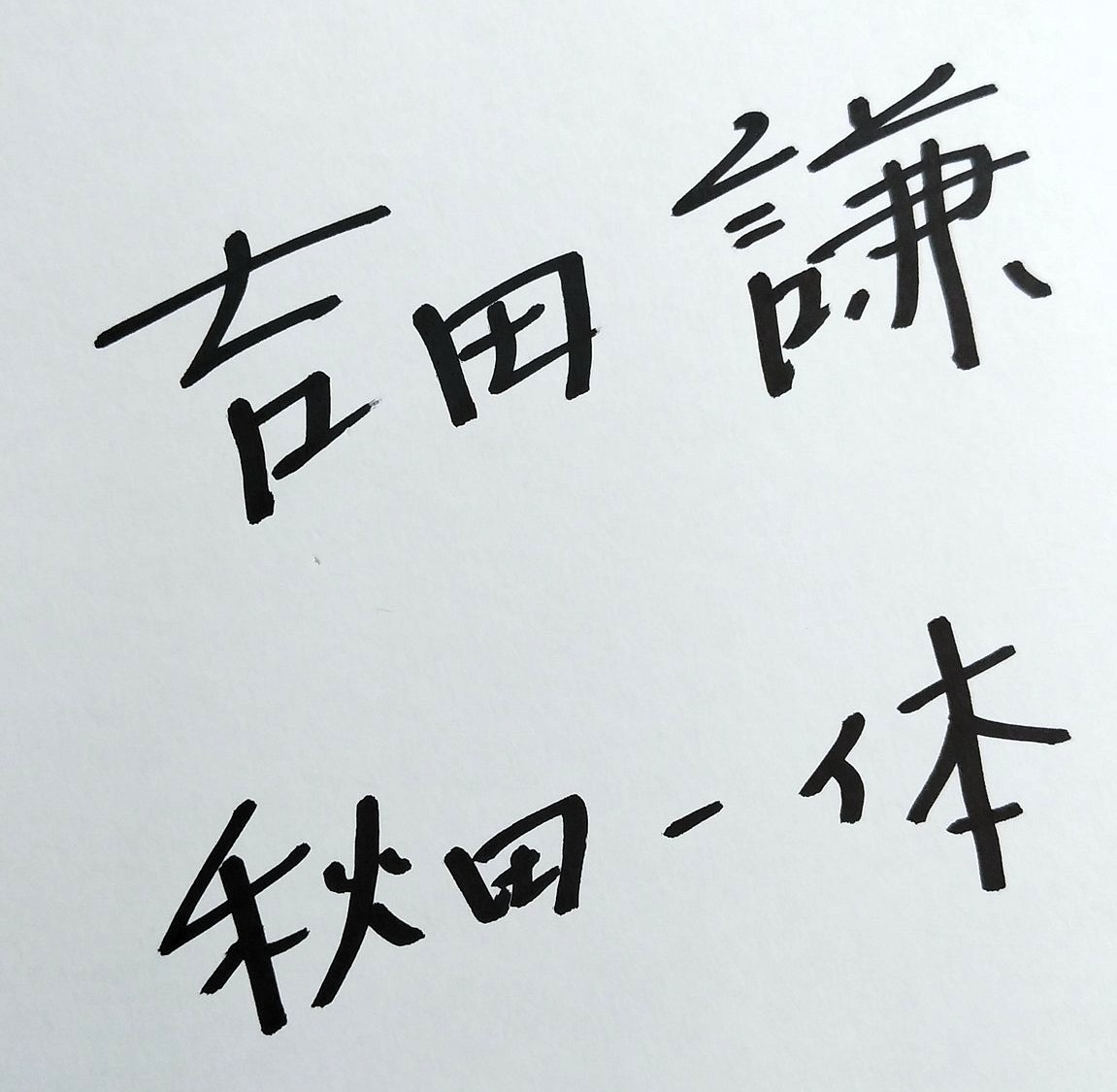
自筆サインとクラブスローガン

吉田 謙（よしだ けん、1970年3月1日 - ）は、東京都国立市出身の元サッカー選手、サッカー指導者。現役時代のポジションはディフェンダー、ミッドフィールダー。

## 来歴
小学生時代は、国立SSSに所属し、「サッカーと共に生きる」 生活を送る。ダイヤモンドサッカーを録画して何回も見たり、サッカーマガジンとサッカーダイジェストを発売日に購入し、熟読していた。中学二年生になると、三浦知良が所属していたブラジルCAジュベントスに単身留学。「魔法のようなグラウンドや練習」は皆無で、基礎の徹底と積み上げの大切さを実感する。1987年10月号のサッカーマガジンでは、「178cmの長身を生かしたヘディングに威力を発揮するディフェンダーで、ロングスローも大きな武器」と吉田の読売ユース時代が紹介されている。
2006年に公認A級コーチ、2009年にJFA 公認S級コーチのライセンスを取得。2015年よりアスルクラロ沼津の監督に就任した。2018年Jリーグ優秀監督賞(J3)を受賞。2019年11月27日、今シーズン限りで監督を退任すると発表された。
2019年12月16日、ブラウブリッツ秋田の監督に就任した。就任挨拶において掲げたいキーワードとして「秋田一体」「攻守一体」を上げ、「攻撃をしているけれども守備もしている」「守備をしているけれどもそれは攻撃のためである」と解説した。指導方針としては、「礼儀正しさは最高の攻撃力」「茶髪等禁止」 「挨拶は先手必勝」と他クラブとは異なっている。また「大波のごとくゴールになだれ込む」といった表現や「ロケットアタック」「言葉を殴る」(言葉を厳選するの意) などの造語で戦術が要約されている。連勝中も「高い山を登り続けよう」と話し、全く「魔物を入れる空き」がなかった。2020年、21勝10分3敗の圧倒的な成績で、J3優勝を果たす。「積み重ねたレンガが、後ろを向いたらお城になっていた」と吉田自身の気持ちを表現した。統計的に分析すると、パス成功数、ボール支配率は最下位であり、日頃から「かっこいい横パスやドリブルはいらない。前に刺せ!」 といった言葉で戦術を組み立てていた。日常の練習についても強いこだわりがあり、「すべては日常、勝負の神は日常に宿る」「紙一重の差を埋めるために、紙一重の練習を続ける」「覚悟ある継続こそ最高の価値」「日頃からチーム皆で同じ絵を描いてそれを極めていく、極めに限界はない」「魂際は強い気持ちの方にボールが転がる。日常から予測、決断をしっかりすること。チームをコンパクトに保ち、魂際の魂際まで、こぼれのこぼれまでマイボールにする力。日常から心を止めない、足を止めない努力」「守備に不調はない。全ての試合、練習、失敗を血肉とする力があります」「守り抜くという気迫がオーラ、空気となって、強固な塊となる。立ち位置、ボールへのファイト、セカンドボール。 それを日々磨き続ける。それが大事」 と発言する。秋田市山王のブラウブリッツ事務所には、本好きの吉田の書物を集めた「吉田図書館」がありスタッフが読めるようになっている。
2021年第14節古巣甲府戦0-1で敗れると「気持ち一個分の差、人は習慣化されたものが極限で出る。チャンスは貯蓄できない。一回を決めきる執念が大事だと思います。」 と語り、悔しさを滲み出していた。また第25節大宮戦に引き分けると「課題は宝。その意味を捉えるのは自分達、これからもまた磨き込んで行ければと思います」と述べた。J2初年度は中位13位で目標である残留を果たした。
2022年第34節台風下で行われた琉球戦 では、強風に負けない「筋金入りの徹底」という造語で試合を振り返った。同年11月には「まいにち吉田語録」日めくりカレンダーが発売された。最終第42節仙台戦で、ソユスタ広場に吉田発言がのぼりで多数展示され、J2二年目も中位12位で終了した。
2023年、新シーズンを迎えるにあたり、去年から最も継続したいことについて問われ「徹底を徹底する」と述べている。日本一長い54日間の高知キャンプを経て 迎えた第11節長崎戦に2-4で敗れると、「執念は悔しさからにじみ出てくるものと思います」と談話し、再度顔を洗って出直すことを誓った。第13節仙台戦に引き分けると、「ピラミッドは上から作られない。 1日1日、根気強く一つずつ積み上げる。選手のひたむきさ、成長を信じて、今日出た結果を踏み台にして更に成長できるように受け止めて前に進んでいきたいと思います。」と改めて日常練習の重要性を強調した。ブラウブリッツ秋田後援会が、吉田発言を記載した「吉田みくじ」を第20節金沢戦より販売し、その収益を新秋田スタジアム整備推進の寄付金に充足する予定となっている。試合告知のビラを配る際には、「一枚一枚全力で渡す。受け取っていただき、感謝しかございません。受け取っていただいた心を僕らも受け取って、ひたむきな走りや粘り強さに変えていきたい。」と語る。また、今年度は秋田ダイハツや秋田魁新報社のCMに登場した。

## 所属クラブ
- 国立SSS
- CAジュベントス[37]
- 1982年 - 1984年 読売サッカークラブジュニアユース[4]
- 1985年 - 1987年 読売サッカークラブユース[4]
- 読売サッカークラブ・ジュニオール[4]
- 日本体育大学[38]
- NKK[4]
- 1994年 - 1996年  甲府クラブ/ヴァンフォーレ甲府[4]
- 1997年 - 1998年  ジヤトコサッカー部[4]

## 指導歴

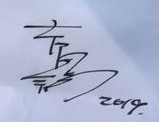
沼津時代のサイン

- 1999年 - 2019年  アスルクラロ沼津
  - 1999年 - 2007年 ACNジュビロ沼津U-15 監督[3]
  - 2008年 - 2009年 U-13 監督[3]
  - 2009年 - 2013年 ACNジュビロ沼津U-15 監督[3]
  - 2014年 トップチーム ヘッドコーチ[4]
  - 2015年 - 2019年 トップチーム 監督
- 2020年 -  ブラウブリッツ秋田 監督

## 監督成績
| 年度   | クラブ | 所属   | リーグ戦 | リーグ戦 | リーグ戦 | リーグ戦 | リーグ戦 | リーグ戦 | カップ戦  | カップ戦   |
| 年度   | クラブ | 所属   | 順位     | 勝点     | 試合     | 勝       | 分       | 敗       | リーグ杯  | 天皇杯     |
| ------ | ------ | ------ | -------- | -------- | -------- | -------- | -------- | -------- | --------- | ---------- |
| 2015   | 沼津   | JFL    | 5位      | 54       | 30       | 16       | 6        | 8        | -         | 県予選敗退 |
| 2016   | 沼津   | JFL    | 3位      | 59       | 30       | 18       | 5        | 7        | -         | 県予選敗退 |
| 2017   | 沼津   | J3     | 3位      | 59       | 32       | 16       | 11       | 5        | -         | 3回戦敗退  |
| 2018   | 沼津   | J3     | 4位      | 52       | 32       | 14       | 10       | 8        | -         | 県予選敗退 |
| 2019   | 沼津   | J3     | 12位     | 39       | 34       | 11       | 6        | 17       | -         | 県予選敗退 |
| 2020   | 秋田   | J3     | 優勝     | 73       | 34       | 21       | 10       | 3        | -         | ベスト4    |
| 2021   | 秋田   | J2     | 13位     | 47       | 42       | 11       | 14       | 17       | -         | 1回戦敗退  |
| 2022   | 秋田   | J2     | 12位     | 56       | 42       | 15       | 11       | 16       | -         | 2回戦敗退  |
| 2023   | 秋田   | J2     | 13位     | 51       | 42       | 12       | 15       | 15       | -         | 2回戦敗退  |
| 2024   | 秋田   | J2     | 10位     | 54       | 38       | 15       | 9        | 14       | 3回戦敗退 | 2回戦敗退  |
| 2025   | 秋田   | J2     |          |          |          |          |          |          |           |            |
| 通算   | 通算   | J2     | -        | -        | 164      | 53       | 49       | 62       | -         | -          |
| 通算   | 通算   | J3     | -        | -        | 132      | 62       | 37       | 33       | -         | -          |
| 通算   | 通算   | JFL    | -        | -        | 60       | 34       | 11       | 15       | -         | -          |
|        |        |        |          |          |          |          |          |          |           |            |
| 総通算 | 総通算 | 総通算 | -        | -        | 314      | 137      | 82       | 95       | -         | -          |

## タイトル

### 選手時代
読売サッカークラブユース
- 日本クラブユース選手権 : 1回 (1986年)

### 監督時代
ブラウブリッツ秋田
- J3リーグ：1回（2020年）

### 個人
- J3リーグ優勝監督賞：1回（2020年）
- J3リーグ優秀監督賞：1回（2018年）